# Anonychomyrma
Anonychomyrma là một chi kiến trong phân họ Dolichoderinae.

## Các loài
A. anguliceps

A. angusta

A. arcadia

A. biconvexa

A. constricta

A. dimorpha

A. fornicata

A. froggatti

A. gigantea

A. gilberti

A. glabrata

A. incisa

A. itinerans

A. longicapitata

A. longiceps

A. malandana

A. minuta

A. murina

A. myrmex

A. nitidiceps

A. polita

A. procidua

A. purpurescens

A. samlandica

A. scrutator

A. sellata

A. tigris